# 2.º Plan de rearme naval japonés

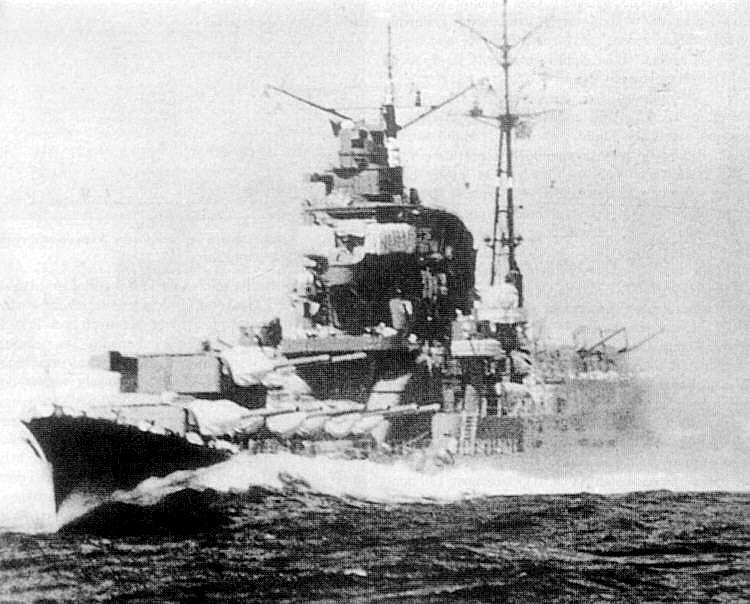
La construcción del crucero Tone fue autorizada bajo el "Plan Círculo 2".

El 2.º Plan de rearme naval japonés (マル2計画, 第二次補充計画, Maru 2 Keikaku, Dai-Ni-Ji Hojū Keikaku) también conocido como el Plan "Círculo Dos", fue el segundo de los cuatro planes de expansión de la Armada Imperial Japonesa entre 1930 y el comienzo de la Segunda Guerra Mundial.

## Antecedentes
El Tratado Naval de Londres impuso severas restricciones a las capacidades navales de Japón frente a la Aramada de los Estados Unidos y la Marina Real Británica en términos de tonelaje y número de buques capital. La respuesta del Estado Mayor General de la Armada Imperial Japonesa fue iniciar un programa de construcción para construir nuevos buques de guerra hasta los límites de tonelaje asignados en cada una de las categorías restringidas, e invertir en tipos de buques de guerra y armamento no cubiertos específicamente por las disposiciones del tratado.
El plan "Círculo Uno" fue presentado por el Ministerio de la Marina y aprobado por el Gabinete en noviembre de 1930, y ratificado oficialmente por la Dieta de Japón en 1931. Exigía la construcción de 39 nuevos buques de combate, centrados en cuatro de los nuevos cruceros de clase Mogami y la expansión del Servicio Aéreo de la Armada Imperial Japonesa a 14 Grupos Aéreos Navales. Sin embargo, los planes para un segundo presupuesto de expansión se retrasaron por el Incidente de Tomozuru y el Incidente de la 4.º Flota Imperial Japonesa, cuando se reveló que los diseños básicos de muchos buques de guerra japoneses tenían fallos debido a las malas técnicas de construcción y la inestabilidad causada por intentar montar demasiado armamento en un casco de desplazamiento demasiado pequeño. Como resultado, la mayor parte del presupuesto naval en 1932-1933 se absorbió en modificaciones para rectificar problemas con el equipo existente.
En 1934, el Ministerio de la Marina presentó su segundo plan de expansión al Gabinete y a la Dieta para su aprobación. Este plan era un presupuesto para varios años (cuatro años), que cubría la construcción de 48 nuevos buques de guerra y la creación de ocho nuevos grupos aéreos navales. Se asignó un total de 431.680.800 yenes para la construcción de buques de guerra y 33.000.000 yenes para la aviación naval.

## Tabla de barcos
| Categoría                                     | Clase       | Planeado | Completado                                                                                | Convertido | Cancelado                    |
| Crucero pesado                                | Tone        | 2        | Tone, Chikuma                                                                             | Convertido en crucero pesado |                              |
| Portaaviones                                  | Sōryū       | 1        | Sōryū                                                                                     | 1 de ellos fue convertido en uno de la clase Hiryū. |                              |
| Portaaviones                                  | Hiryū       | 1        | Hiryū                                                                                     | |                              |
| Destructor                                    | Shiratsuyu  | 4        | Umikaze, Yamakaze, Kawakaze, Suzukaze                                                     | |                              |
| Destructor                                    | Asashio     | 10       | Asashio, Ōshio, Michishio, Arashio, Yamagumo, Natsugumo, Asagumo, Minegumo, Arare, Kasumi | |                              |
| Torpedero                                     | Ōtori       | 16       | Ōtori, Hiyodori, Hayabusa, Kasasagi, Kiji, Kari, Sagi, Hato                               | | 8 de ellos fueron cancelados |
| Submarino                                     | I-7         | 2        | I-7, I-8                                                                                  | |                              |
| Submarino de gran tamaño                      | I-74        | 2        | I-74, I-75                                                                                | |                              |
| Hidroavión Tipo-A (clase de 10.000 toneladas) | Chitose     | 2        | Chitose, Chiyoda                                                                          | |                              |
| Hidroavión Tipo-B (clase de 9.000 toneladas)  | Mizuho      | 1        | Mizuho                                                                                    | |                              |
| Cazasubmarinos                                | No.3        | 1        | No.3                                                                                      | |                              |
| Cazasubmarinos (Pequeños: diesel)             | No.51       | 2        | No.51, No.52                                                                              | |                              |
| Cazasubmarinos (Pequeños: turbinas)           | No.53       | 1        | No.53                                                                                     | |                              |
| Barco de repostaje                            | Tsurugizaki | 2        | Tsurugizaki, Takasaki                                                                     | Tanto el Tsurugizaki como el Takasaki se convirtieron en portaaviones de clase Shōhō antes de la guerra, en la que ambos se perdieron durante la guerra. |                              |
| Barco de reparaciones                         | Akashi      | 1        | Akashi                                                                                    | |                              |